# Bezuljak
Bezuljak je gručasto naselje v Občini Cerknica. Leži na zahodnih pobočjih Begunijske Zalake (909 m), nad jugozahodnim robom gozdnate kraške planote Menišije, ob cesti Begunje pri Cerknici-Dobec.
Njive so na južni, zahodnu in severozahodni strani po dnu dola ter na pobočjih Zalake. Na jugozahodu je opuščen kal Lokev, na jugu pa zaprta kraška Svinja dolina.
Vas se prvič omenja leta 1262, od leta 1293 pa je bila last kartuzijanskega samostana v Bistri. V naselju stoji podružnična cerkev Marijinega vnebovzetja ki je bila leta 1743 obnovljena in opremljena z baročnimi oltarji.

## Prebivalstvo
Etnična sestava leta 1991:
- Slovenci: 129 (99,2 %)
- Hrvati: 1